# Uttleya williamsi
Uttleya williamsi är en snäckart som beskrevs av Powell 1952. Uttleya williamsi ingår i släktet Uttleya och familjen purpursnäckor. Inga underarter finns listade i Catalogue of Life.